# 似鯉異吻象鼻魚
似鯉異吻象鼻魚，為輻鰭魚綱骨舌魚目象鼻魚科的其中一種。分布於非洲尼羅河、尼日河及查德湖流域，棲息於水底，具有發電器官，用來偵測獵物，屬肉食性，以蠕蟲等為食，背鰭軟條25-31枚;臀鰭軟條31-37枚，體長可達33公分。